# UFC on Fox: Shogun vs. Vera
UFC on Fox: Shogun vs. Vera (también conocido como UFC on Fox 4) fue un evento de artes marciales mixtas celebrado por Ultimate Fighting Championship el 4 de agosto de 2012 en el Staples Center, en Los Ángeles, California, Estados Unidos.

## Historia
Chad Griggs se espera hacer frente a Phil Davis en el evento. Sin embargo, Griggs fue obligado a salir de la pelea por una lesión y fue reemplazado por el recién llegado promocional Wagner Prado.
Brian Stann se esperaba que encabezará el evento contra el recién llegado promocional Héctor Lombard. Sin embargo, Stann fue obligado a salir de la pelea alegando una lesión en el hombro.
Maurício Rua encabezó la pelea principal contra Brandon Vera.
Pablo Garza se vio obligado a retirarse de su pelea contra Josh Grispi, Grispi ahora se enfrentará a Rani Yahya.
Terry Etim se vio obligado a retirarse de su pelea contra Joe Lauzon, Lauzon ahora se enfrentará a Jamie Varner.

## Resultados
1. ↑  Piquete de ojo accidental por parte de Davis.

## Premios extra
Cada peleador recibió un bono de $50,000.
- Pelea de la Noche: Joe Lauzon vs. Jamie Varner
- KO de la Noche: Mike Swick
- Sumisión de la Noche: Joe Lauzon